# أمة السحاق: الحل النسوي (كتاب)
أمة السحاق: الحل النسوي هو كتاب صدر عام 1973 للمؤلفة النسوية المتطرفة والناقدة الثقافية جيل جونستون. نُشر الكتاب في الأصل كسلسلة من المقالات الواردة في صحيفة ذا فيليج فويس من عام 1969 إلى عام 1972.

## أطروحة
توجز جونستون في الكتاب رؤيتها للنسوية الراديكالية والنسوية المثلية. كما تجادل مؤيدةً للانفصالية السحاقية، وكتبت أن المرأة يجب أن تنفصل بشكل تام عن الرجال والمؤسسات الرأسمالية التي يهيمن عليها الذكور. وتضيف جونستون أيضًا أن المغايرة الجنسية (رجل وامرأة) كان شكلاً من الأشكال الناتجة عن النظام الأبوي. وكتبت في مجلة مثليي ومثليات الجنس Gay & Lesbian Review في 2007 مُلخصةً وجهات نظرها قائلةً:
ما إن فهمت العقائد النسوية، بدا الموقف الانفصالي السحاقي هو الموقف المنطقي، خاصةً وأنني كنت سحاقية. أرادت النساء إزالة اعتمادهن عن الرجال الذين يعتبروا «العدو» في حركة من أجل الإصلاح والسلطة وتقرير المصير.

## الانطباعات
كتبت بيكي ل. روس كتاب «البيت الذي بنته جيل: تكوين أمة السحاقيات» الذي يحلل تاريخ الحركة النسوية السحاقية؛ متأثرةً بكتاب جيل جونستون.